# تئو فورنر
تئو فورنر (فرانسوی: Théo Forner‎؛ زادهٔ ۱۷ اکتبر ۲۰۰۱) بازیکن راگبی ۱۵ نفره اهل فرانسه است.
وی همچنین در تیم ملی راگبی ۷ نفره فرانسه بازی کرده است.
وی در مسابقات کشوری و بین‌المللی در مجموع برندهٔ ۱ مدال طلا شده است.